# الضبعة (القصير)
الضبعة قرية من قرى ناحية مركز القصير التابعة لمنطقة القصير في محافظة حمص. تقع جنوب غرب مدينة حمص.
قرية الضبعة هي قرية حديثة الإنشاء نسبيا (لا يتجاوز عمرها 120 عاما) تقع إلى الشمال من مدينة القصير بحوالي 4 كم. أرضها الزراعية ضعيفة نسبيا مقارنة مع جيرانها.
لم يدخل الإقطاع هذه القرية، ويمتلك أهل القرية أرض القرية بشكل نظامي (طابو أخضر). عدد سكان القرية حوالي 5000 نسمة وسكانها هم ( حمزة والقيسي وبوظان وصطوف والطالب والمشهداني وبعض العائلات الاخرى) يعمل معظمهم بالزراعة وفيها نسبة جيدة من المثقفين والشهادات الجامعية العليا ومن كافة الفئات .